# Brian Nielsen
Brian Nielsen, född den 1 april 1965 i Korsør, Danmark, är en dansk boxare som tog OS-brons i supertungviktsboxning 1992 i Barcelona.